# Armando Ligero Morote
Armando Ligero Morote (Barcelona, 20 de septiembre de 1920-Madrid, octubre de 1997) se licenció en Medicina y Cirugía por la Universidad de Barcelona en 1946, y fue Especialista en Tocoginecología por la misma Universidad y Especialista en Medicina Legal y Forense por la Universidad de Madrid. Además de las especialidades mencionadas, fue etnógrafo especializado en la cultura bubi, y experto en Medicina Tropical. Entre otros cargos, fue director Provincial del Servicio de Arqueología y alcalde de San Carlos (actual Luba). En 1967 fue nombrado Director del Hospital General de Bata; más tarde se trasladó a Mongomo, llegando a ser primer director del Servicio Sanitario de Guinea Ecuatorial hasta mayo de 1969.
Perteneciente a una familia radicada en la isla de Fernando Póo (hoy Bioko), su padre, Armando Ligero y García de Araoz, llegó a Guinea en 1906 y obtuvo por su trayectoria la Encomienda de la Orden de África en 1954. En 1947, Armando Ligero Morote se traslada a Guinea, donde se establece en Basacato del Oeste y se convierte en médico de Luba. Durante sus veintitrés años de estancia en la isla, además de dedicarse a la medicina tropical, se interesó por conocer a fondo la etnia Bubi, de la que estudió su cultura y sobre la que realizó numerosos ensayos antropologicos y arqueológicos publicados en publicaciones periódicas y revistas. Producto de sus excavaciones e investigaciones por toda la isla, reunió varios miles de piezas que cedió al Museo Africanista de la Misión Claretiana, así como a los museos Etnológico de Barcelona y de África en Madrid. Entre los años 1989 y 1991 fue presidente de la Asociación Española de Africanistas, en la que impulsó entre otras áreas el interés por las condiciones sanitarias y la medicina tropical a través de cursos y conferencias.